# 箱根ガーデン

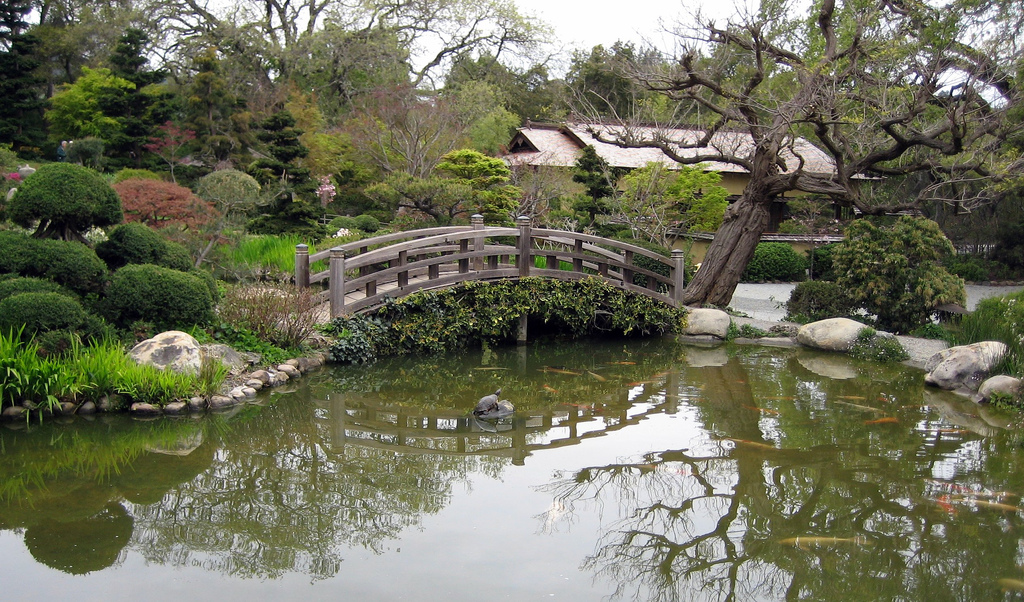
箱根ガーデン

箱根ガーデン（英: Hakone Gardens）は、アメリカ合衆国カリフォルニア州サラトガ市にある日本庭園である。日本語では箱根庭園あるいは箱根園とも表記される。

## 歴史
箱根ガーデンの公式サイトでは、この庭園が「西半球で最古の日本風・アジア風邸宅庭園」（Hakone is the oldest Japanese and Asian estate gardens in the Western Hemisphere）であると謳っている。「最古」であるかどうかはともかくとして、この庭園は北米において早い時期に制作された日本庭園の一つである。
1915年、サンフランシスコ在住の富豪で芸術支援者であったオリバー・スタインとイザベル・スタイン（Oliver and Isabel Stine）は、避暑用の別荘を建てるために18エーカー（73,000 m2）の土地を購入した。この年のサンフランシスコ万国博覧会の展示に刺激を受け日本を旅行したイザベル・スタインは、日本で最も気に入った箱根を模した庭園をこの別荘地に造ることとした。彼女は日本の造園家と建築家を招き、日本庭園と月見のための「上の家」（Upper House）などを設計させた。以後、多くの建物がスタインやその後の所有者たちによって建てられた。
庭園は荒廃した時期もあったが、1960年代の所有者たちが手入れを行って景観を回復させ、1966年にサラトガ市が購入した。市が招いたのが京都の庭師Tanso Ishiharaである。Ishiharaは庭園に改修の手を加えるとともに、安井清（桂離宮の昭和大修理に携わった建築家）と相談し、周辺の18エーカーの土地を組み入れて庭園を2倍に拡張する基本計画を立てたが、1980年に不幸な事故によって亡くなった。安井をはじめとするIshiharaの友人たちや市当局は、Ishiharaの遺した計画を実現させた。この間に、サラトガ市は安井の故郷である京都府向日市と姉妹協定を結んでいる。
1984年には非営利組織である箱根財団（The Hakone Foundation）が設立され、庭園の保存・維持と振興が図られることとなった。

## 構成
高台にある庭園からは、シリコンバレーを一望することができる。
庭園は、池泉回遊式庭園、禅庭からなり、「上の家」（1918年）、「下の家」（Lower House、1922年）、茶室、文化交流センター（The Cultural Exchange Center）などが建てられている。1987年、拡張された庭園に造られた竹林は、姉妹都市向日市との友好をこめて「絆園（Kizuna-en）」と名付けられている。文化交流センターは、19世紀の京都の茶商人の店舗兼住居を移築したもので、1991年に完成した。

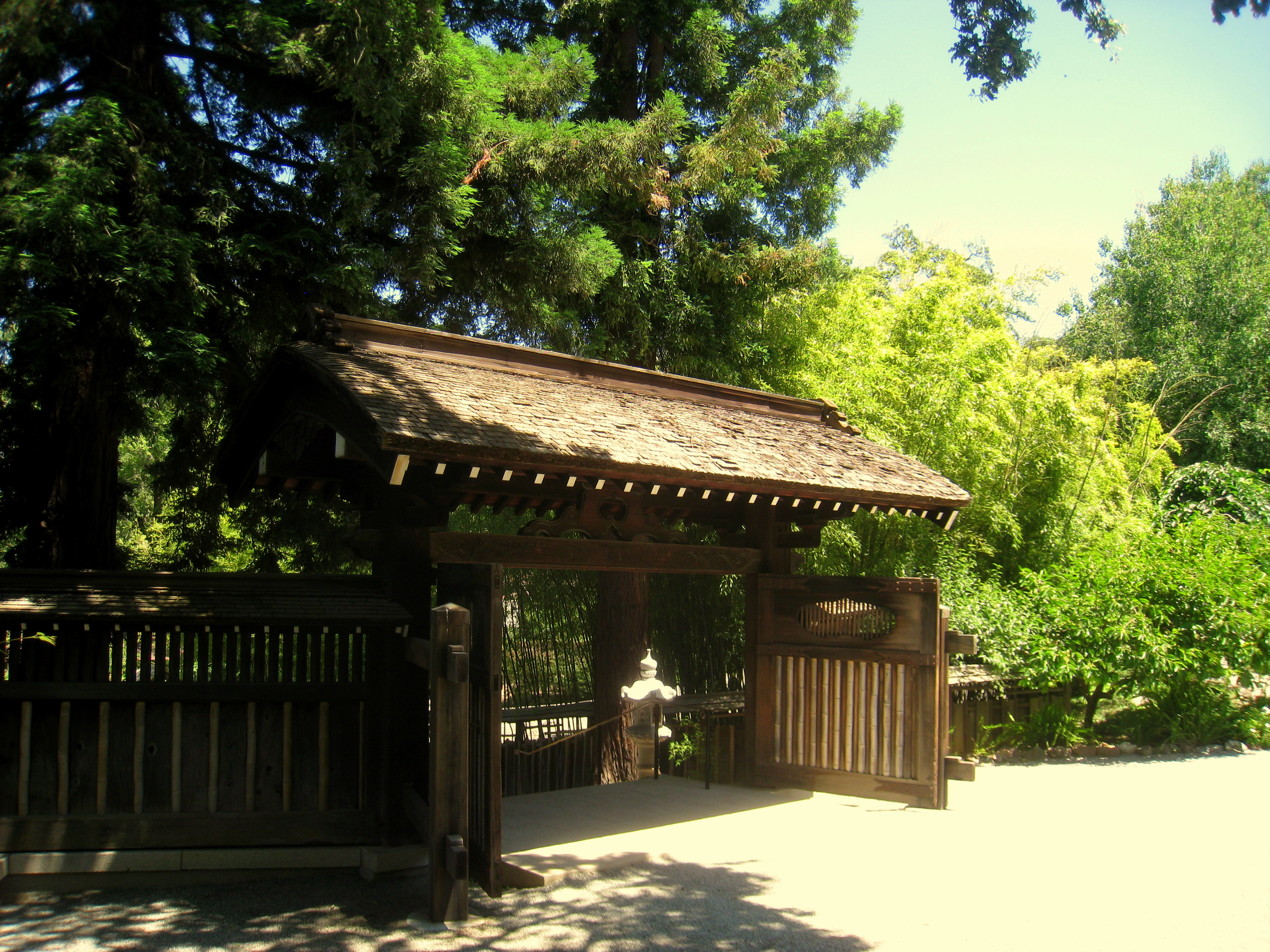
庭園入口
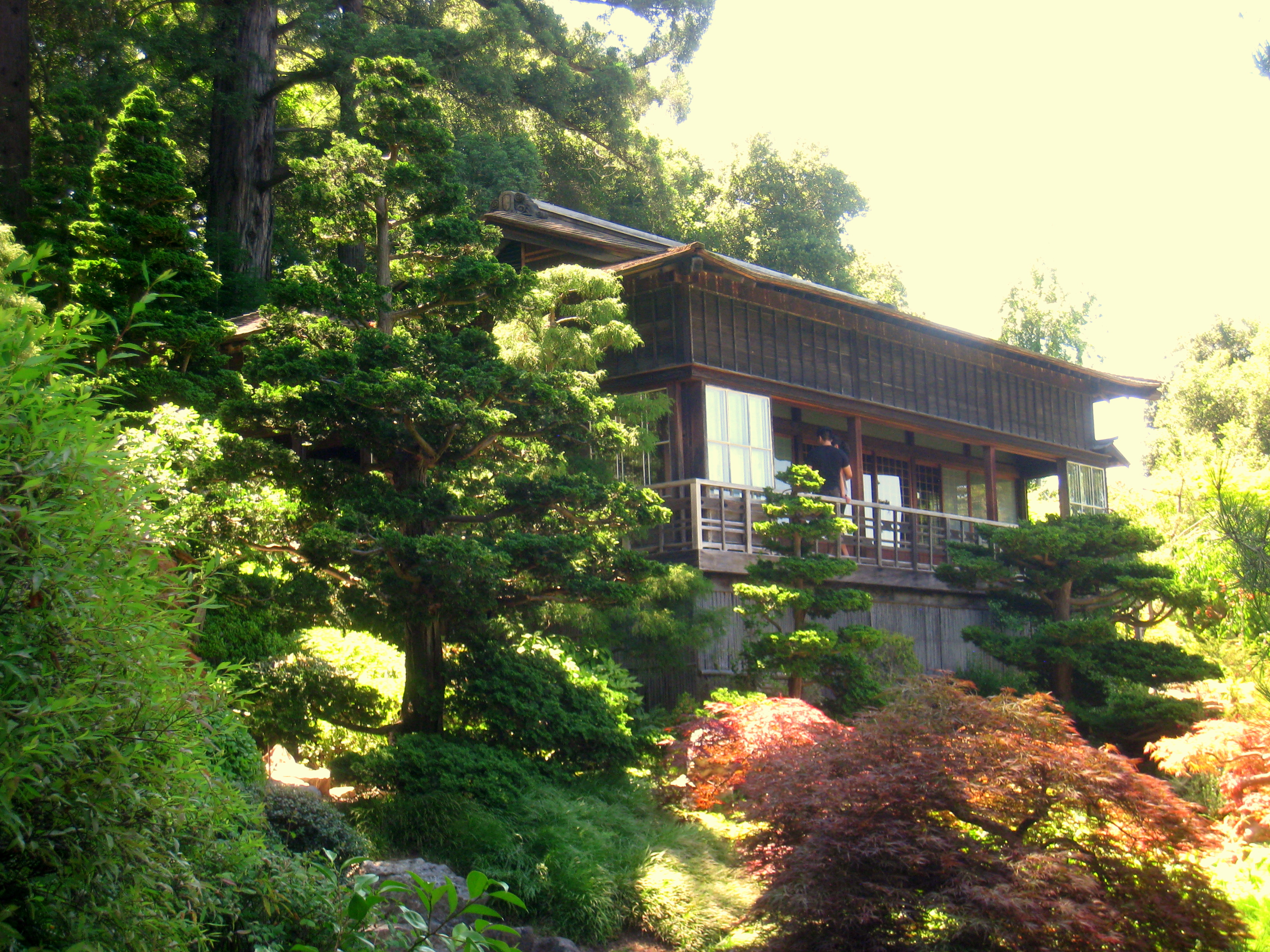
「上の家」
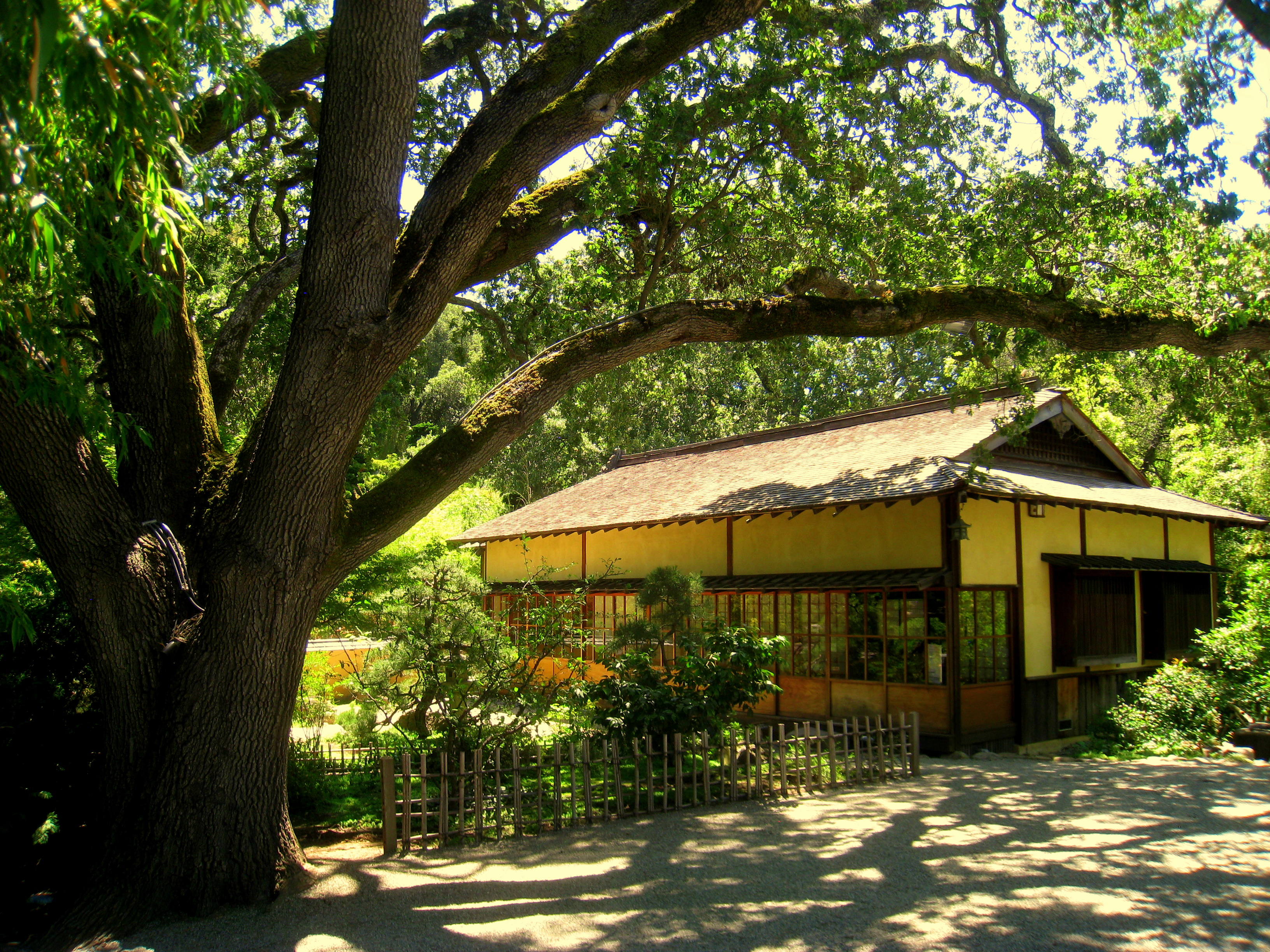
「下の家」
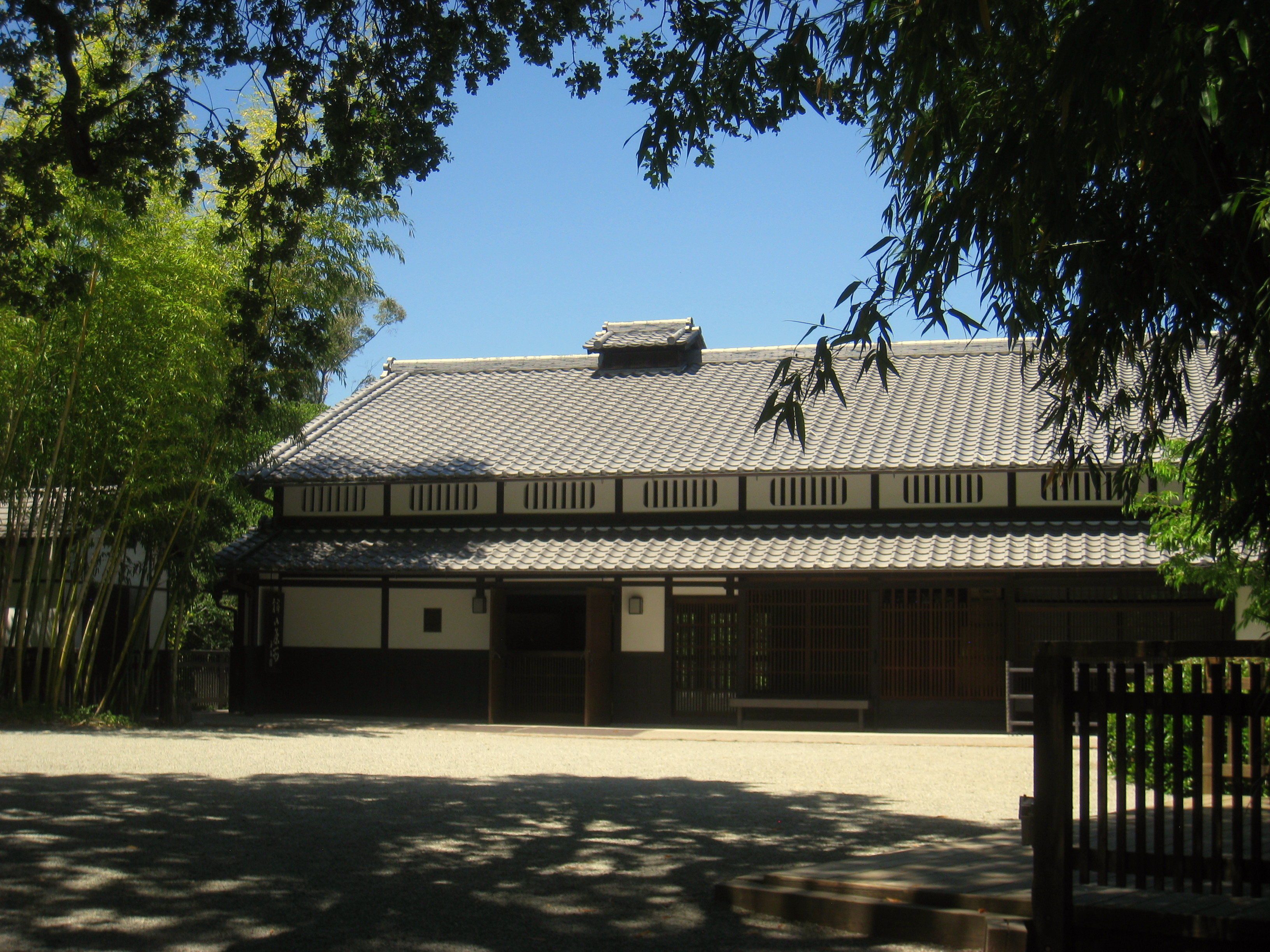
文化交流センター
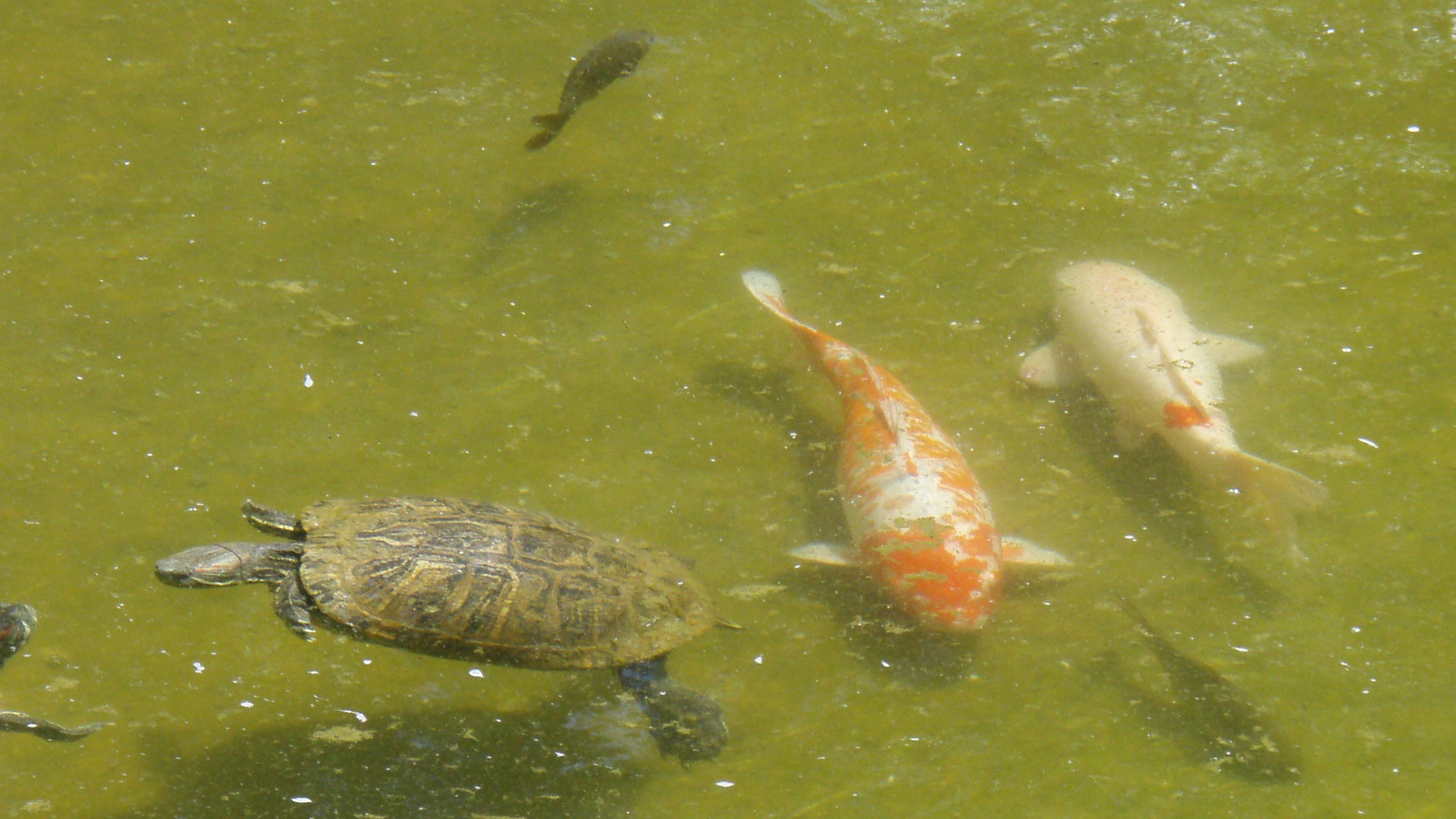
池の鯉と亀
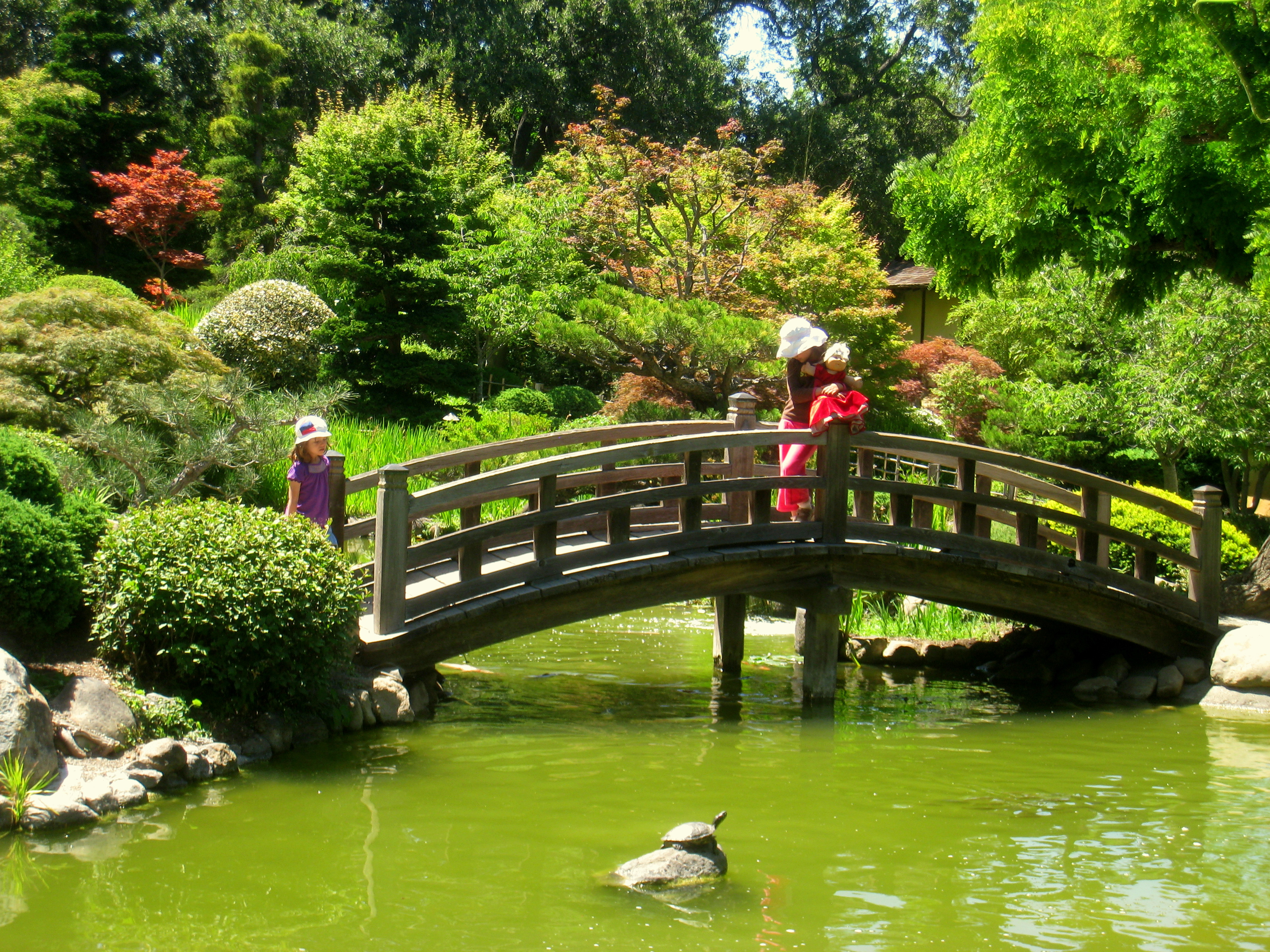
太鼓橋
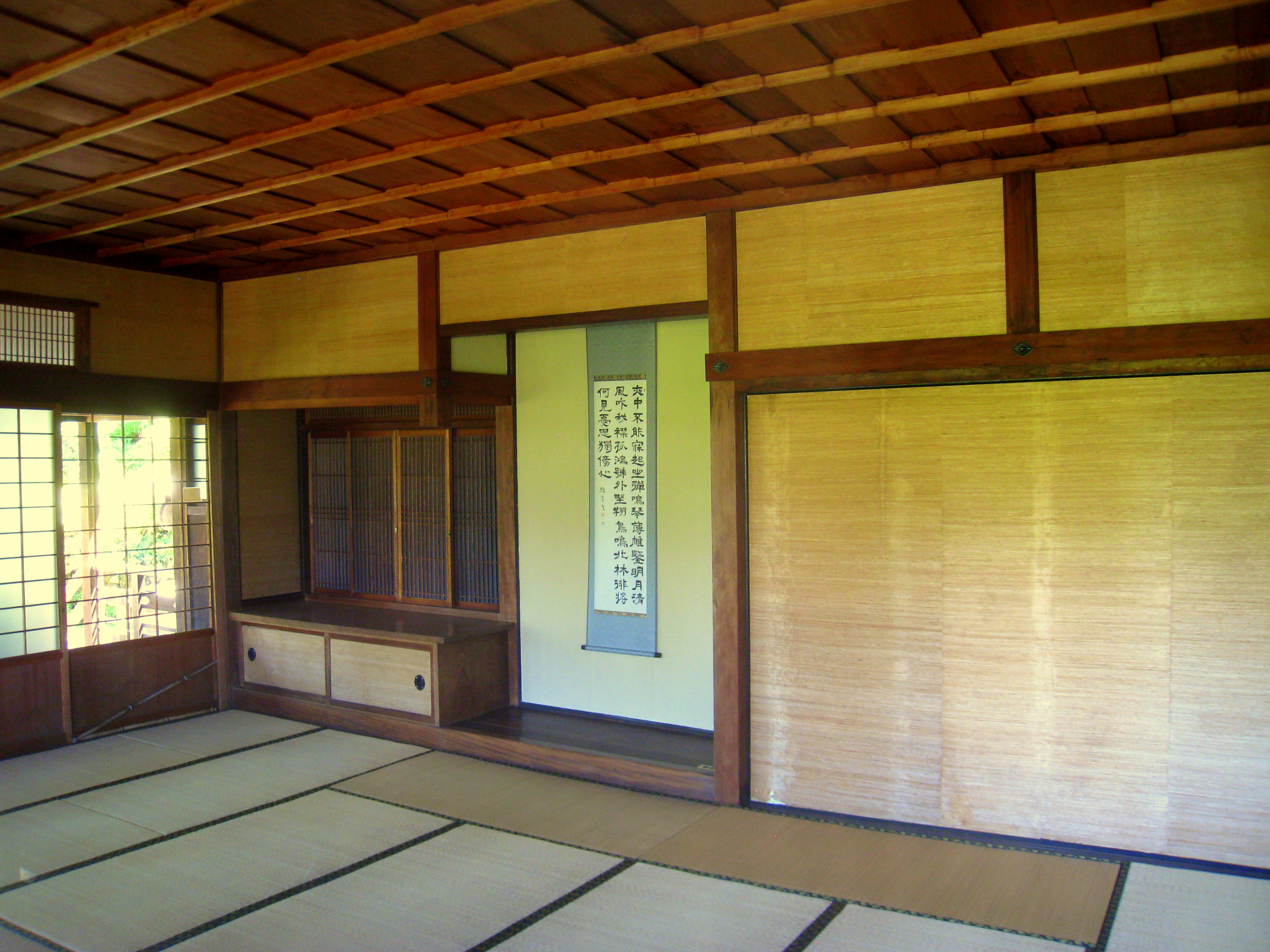
屋内
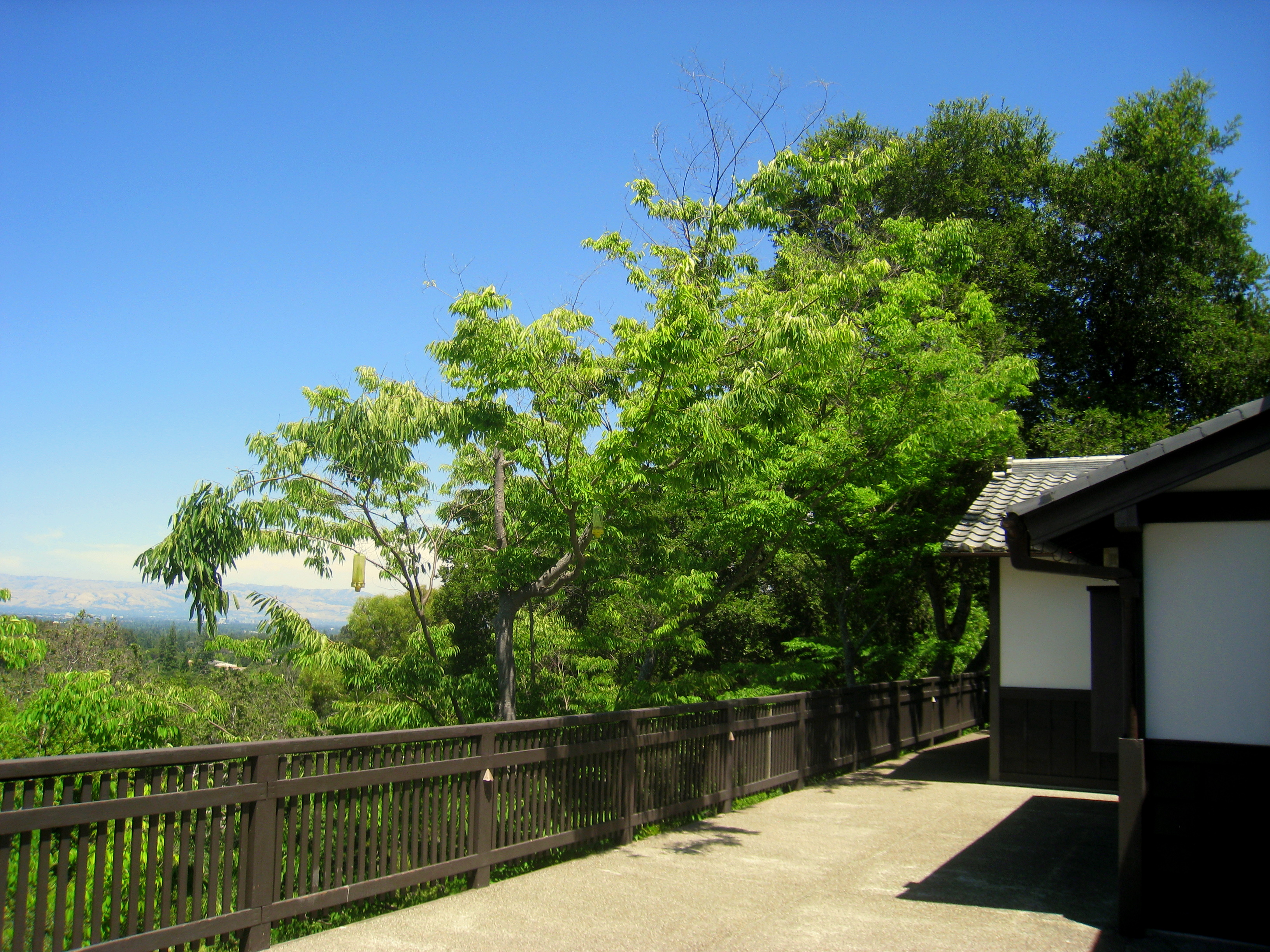
シリコンバレーを見渡す

## 文化
庭園は市民に開放され、さまざまな文化行事が開かれている。2000年以降、毎年10月には茶道の流派を超えた「箱根大茶会」が開かれている。
この庭園では、2005年のアメリカ映画『SAYURI』（原題：Memoirs of a Geisha）のロケが行われている。

## 註
1. ↑  Visitor Information - Hakone Gardens official web site
2. ↑  同じサラトガ市内で1902年に日本村（Nippon Mura）という名の庭園が造られている（現存しない）。Three Historic Japanese Style Gardens in Saratoga　 - Saratoga Historical Foundation。公共庭園としてはサンフランシスコのジャパニーズ・ティー・ガーデン（1894年）が古い。
3. 1 2 3  Garden History - Hakone Gardens official web site
4. ↑  Bamboo Garden - Hakone Gardens
5. ↑  Bamboo Garden - The Cultural Exchange Center